# اعزيب بن احمد الرميلة (حربيل)
اعزيب بن احمد الرميلة هو دُوَّار يقع بجماعة حربيل، عمالة مراكش، جهة مراكش آسفي في المملكة المغربية. ينتمي الدوّار لمشيخة حربيل التي تضم 21 دوار. يقدر عدد سكانه بـ 201 نسمة حسب الإحصاء الرسمي للسكان والسكنى لسنة 2004.

## روابط خارجية
- البوابة الوطنية للجماعات الترابية
- المندوبية السامية للتخطيط